# Ejura
Ejura – miasto w Ghanie, w regionie Aszanti, w dystrykcie Ejura/Sekyedumase.